# Nombres de Lucas

L'espiral dels nombres de Lucas, creat a partir de quarts d'arc

Els nombres de Lucas o sèrie de Lucas és una seqüència d'enters que rep aquest nom en honor del matemàtic francès Édouard Lucas (1842-1891) que va estudiar tant aquesta sèrie com la sèrie de Fibonacci, íntimament relacionada. Els nombres de Lucas i els de Fibonacci són exemples de seqüències de Lucas.

## Definició
De manera semblant als nombres de Fibonacci, cada nombre de Lucas ve definit com la suma dels dos elements immediatament previs, generant així una seqüència d'enters de Fibonacci. Els primers dos nombres de la sèrie són L0=2 i L1=1, a diferència dels elements inicials de la sèrie de Fibonacci, que són F0=0 i F1=1. Encara que les seves definicions estiguin íntimament relacionades, els nombres de Lucas i els de Fibonacci presentent propietats diferents.
Els nombres de Lucas poden, per tant, ser definits com:
{\displaystyle L_{n}:={\begin{cases}2&{\text{si }}n=0;\\1&{\text{si }}n=1;\\L_{n-1}+L_{n-2}&{\text{si }}n>1.\\\end{cases}}}
La seqüència dels nombres de Lucas és:
2, 1, 3, 4, 7, 11, 18, 29, 47, 76, 123...
Totes les sèries de tipus Fibonacci apareixen desplaçades com a files de la matriu Wythoff. La sèrie de Fibonacci n'és la primera fila, i la sèrie de Lucas n'és la segona. Com totes les sèries d'aquest tipus, la raó entre dos elements consecutius de la seqüència convergeix en la secció àuria.

## Extensió a nombres negatius
Usant Ln−2 = Ln − Ln−1 es pot estendre la sèrie dels nombres de Lucas als enters negatius per a obtenir una seqüència doblement infinita:
..., −11, 7, −4, 3, −1, 2, 1, 3, 4, 7, 11, ... (es mostren els termes {\displaystyle L_{n}} per {\displaystyle -5\leq {}n\leq 5}).
La fórmula per als termes amb índex negatiu en la sèrie és:
{\displaystyle L_{-n}=(-1)^{n}L_{n}.\!}

## Relació amb els nombres de Fibonacci
Els nombres de Lucas estan relacionats amb els nombres de Fibonacci segons les identitats:
- {\displaystyle \,L_{n}=F_{n-1}+F_{n+1}=F_{n}+2F_{n-1}=F_{n+2}-F_{n-2}}

- {\displaystyle \,L_{m+n}=L_{m+1}F_{n}+L_{m}F_{n-1}}

- {\displaystyle \,L_{n}^{2}=5F_{n}^{2}+4(-1)^{n}}, i llavors, com que {\displaystyle n\,} tendeix a +∞, la raó {\displaystyle {\frac {L_{n}}{F_{n}}}} tendeix a {\displaystyle {\sqrt {5}}.}

- {\displaystyle \,F_{2n}=L_{n}F_{n}}

- {\displaystyle \,F_{n+k}+(-1)^{k}F_{n-k}=L_{k}F_{n}}

- {\displaystyle \,F_{n}={L_{n-1}+L_{n+1} \over 5}={L_{n-3}+L_{n+3} \over 10}}

La seva forma tancada ve donada per:
{\displaystyle L_{n}=\varphi ^{n}+(1-\varphi )^{n}=\varphi ^{n}+(-\varphi )^{-n}=\left({1+{\sqrt {5}} \over 2}\right)^{n}+\left({1-{\sqrt {5}} \over 2}\right)^{n}\,}
on {\displaystyle \varphi } és el nombre d'or. Alternativament, com que per {\displaystyle n>1} la magnitud del terme {\displaystyle (-\varphi )^{-n}} és més petit que 1/2, {\displaystyle L_{n}} és l'enter més proper a {\displaystyle \varphi ^{n}}, o equivalentment, la part entera de {\displaystyle \varphi ^{n}+1/2}, també escrita com {\displaystyle \lfloor \varphi ^{n}+1/2\rfloor }.
Inversament, com que la fórmula de Binet diu:
{\displaystyle F_{n}={\frac {\varphi ^{n}-(1-\varphi )^{n}}{\sqrt {5}}}\,}
es té que:
{\displaystyle \varphi ^{n}={{L_{n}+F_{n}{\sqrt {5}}} \over 2}\,.}

## Relacions de congruència
Per tot Fn ≥ nombre de Fibonacci, no existeix cap nombre de Lucas divisible per Fn.
Ln és congruent a 1 a mòdul n si n és un nombre primer, tot i que per a alguns valors compostos de n també es compleix aquesta propietat.

## Primers de Lucas
Un nombre primer de Lucas és un nombre de Lucas que és, a la vegada, nombre primer. Els primers nombres primers de Lucas són:
{\displaystyle 2,3,7,11,29,47,199,521,2207,3571,9349,\dots }
Per a aquests Ln, n és:
{\displaystyle 0,2,4,5,7,8,11,13,16,17,19,31,37,41,47,53,61,71,79,113,313,353,\dots }
Si Ln és primer, llavors n és o 0, o nombre primer, o potència de 2. L2m és primer per m = 1, 2, 3, i 4 i per cap altre valor conegut de m.

## Polinomis de Lucas
De la mateixa manera que els polinomis de Fibonacci deriven dels nombres de Fibonacci, els polinomis de Lucas Ln(x) són seqüències polinòmiques derivades dels nombres de Lucas.
Els primers polinomis de Lucas, mitjançant els quals s'obtenen els elements de la sèrie són els següents:
{\displaystyle L_{0}(x)=2\,}
{\displaystyle L_{1}(x)=x\,}
{\displaystyle L_{2}(x)=x^{2}+2\,}
{\displaystyle L_{3}(x)=x^{3}+3x\,}
{\displaystyle L_{4}(x)=x^{4}+4x^{2}+2\,}
{\displaystyle L_{5}(x)=x^{5}+5x^{3}+5x\,}
{\displaystyle L_{6}(x)=x^{6}+6x^{4}+9x^{2}+2.\,}